# Mesoplodon mirus
Il mesoplodonte di True (Mesoplodon mirus) è un cetaceo odontoceto della famiglia Ziphiidae. Il nome comune si ricollega a Frederick W. True, un curatore del Museo Nazionale degli Stati Uniti (l'attuale Smithsonian). Ci sono due distinte popolazioni negli oceani Atlantico e Indiano (sebbene questa specie sia assente dai tropici) e bisogna ancora stabilire se siano due diverse sottospecie.

## Descrizione fisica

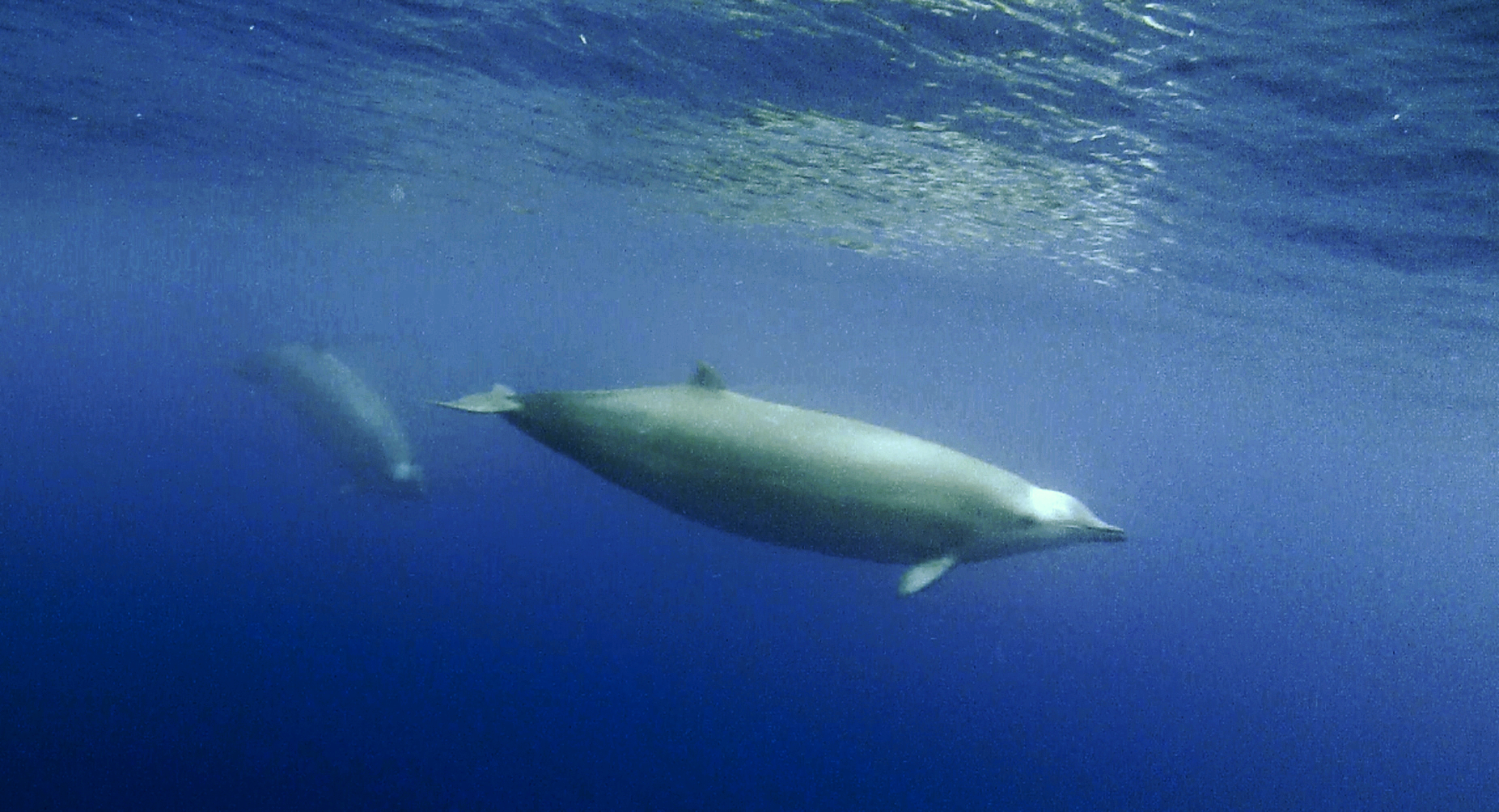
Fotografia subacquea di mesoplodonti di True

Questo zifide ha la tipica forma del corpo da mesoplodonte, sebbene sia più arrotondato al centro e più affusolato alle estremità. I due denti caratteristici del maschio sono relativamente piccoli e situati proprio alla fine del becco. Il melone è piuttosto bulboso, e si muta in un becco abbastanza breve. Dietro allo sfiatatoio è presente una grinza e sul dorso, nei pressi della pinna dorsale, c'è una cresta dorsale. Sul dorso la colorazione è grigia o grigio brunastra, mentre sotto è più chiara, e si fa parecchio scura sulle "labbra", intorno all'occhio e vicino alla pinna dorsale. A volte è presente una fiamma scura tra la testa e la pinna dorsale. Una femmina dell'emisfero meridionale era nera bluastra con un'area bianca tra la pinna dorsale e la coda, la mascella e la gola grigio chiare e piccole chiazze nere. Nei maschi sono presenti le cicatrici dei combattimenti e degli squali cookie-cutter. Questa specie raggiunge i 5,3 metri di lunghezza, le femmine pesano 1400 chilogrammi e i maschi ne pesano 1000. Alla nascita sono lunghe 2,2 metri.

## Comportamento
Sono stati osservati in piccoli gruppi e si suppone che si nutrano di calamari. Si pensa che quando una di questi odontoceti è ferito, un altro gli rimanga vicino per prendersi cura di lui. Oltre a questo, sappiamo molto poco su di loro.

## Popolazione e distribuzione
Una popolazione, forse distinta geneticamente, vive nell'emisfero settentrionale e si spiaggia dalla Nuova Scozia nell'Atlantico occidentale all'Irlanda nell'Atlantico orientale e a sud fino alla Florida, alle Bahamas e alle isole Canarie. Un'altra popolazione vive nell'emisfero meridionale e si spiaggia in Sudafrica ed Australia. Questa specie non abita l'Atlantico meridionale o l'oceano Indiano settentrionale, e sembra che eviti le acque tropicali. Non è stata effettuata alcuna stima della popolazione, ma si pensa che questa sia la specie più rara di odontoceto.

## Conservazione
Questa specie non è mai stata cacciata e non è mai stata vittima delle reti da pesca.